# پارک ملی بورابای
پارک ملی بورابای (به قزاقی: Burabay National Park) یک پارک ملی در قزاقستان است که در شهرستان بورابای واقع شده‌است.